# Tracia occidentale
La Tracia occidentale (in greco: Δυτική Θράκη, Dytikī́ Thrákī; turco Batı Trakya; bulgaro Западна Тракия, Zapadna Trakia) è una regione geografica della Grecia.
È conosciuta anche come Tracia greca e insieme alla Tracia orientale, che rappresenta la parte europea della Turchia, e alla Tracia settentrionale, che fa parte della Bulgaria, forma la regione storica della Tracia.

## Geografia fisica
La Tracia occidentale rappresenta l'estremità più nordorientale della Grecia. Il suo territorio, che si affaccia sul Mar Egeo, è delimitato ad ovest dal fiume Mesta, che la separa dalla Macedonia greca, ad est dal fiume Evros, che la separa dalla Tracia turca, e a nord dai monti Rodopi, che la separano dalla Tracia bulgara.

## Società

### Evoluzione demografica
Una consistente minoranza degli abitanti della regione è formata da musulmani di lingua e cultura turca che, come in altre aree balcaniche, discendono dalle comunità presenti nell'area durante l'Impero ottomano. 
Dopo la dichiarazione di indipendenza di Cipro Nord nel 1983, appoggiata dalla Turchia, il Governo greco ha adottato una politica di non riconoscimento di una minoranza etnica turca nella Tracia occidentale e considera tutti i cittadini di religione islamica come greci musulmani, senza ulteriori distinzioni basate su lingua e origini.

### Religione
Circa due terzi degli abitanti della regione appartengono alla Chiesa greco-ortodossa mentre quasi un terzo professa la fede islamica. Di questi circa la metà è di lingua e cultura turca, circa un terzo è rappresentato dai Pomacchi, concentrati nella parte montuosa interna, mentre gli altri sono per lo più Khorakhanè.

## Amministrazione
È parte della periferia della Macedonia Orientale e Tracia. Il territorio è ulteriormente suddiviso nelle tre unità periferiche di Xanthi, Rodopi ed Evros che, nel sistema di suddivisioni amministrative vigente prima del 2011, corrispondevano alle omonime prefetture.